# Dactylispa subapicola
Dactylispa subapicola is een keversoort uit de familie bladkevers (Chrysomelidae). De wetenschappelijke naam van de soort werd in 1962 gepubliceerd door Uhmann.